# Szinérszeg
Szinérszeg, románul: Sinersig, település Romániában, a Bánságban, Temes megyében.

## Fekvése
Buziásfürdőtől keletre, a Lugosra menő út mellett fekvő település.

## Története
Szinérszeg nevét 1631-ben Szemczeg néven írták. Ekkor I. Rákóczi György  birtoka volt.
Neve 1723-1725 között Sinérseck, 1808-ban Szinerszeg, Sinerseg, 1913-ban Szinérszeg volt.
A török hódoltság végén már lakott helység volt. Az 1723-1725-ös gróf Mercy-féle térképen Sinérseck néven a lugosi kerületben van feltüntetve. 
1761-ben már volt postaállomása is. 1779-ben a falut is Temes vármegyéhez csatolták.
1781-ben, a délmagyarországi kincstári birtokok elárverezésekor Keresztúry József vette meg, 1790-ben pedig már gróf Althan Jánosé, aki ugyancsak eladta Remetei Kőszeghy Jánosnak.
A 19. század elején a Losonczi Gyürky-család birtoka lett. 1838-ban Gyürky Páltól Gyürky Eulália, és férjére Almássy Gedeon örökölte.
1876-ban Vargics Imre vásárolta meg, aki 1904-ben itt kastélyt is építtetett.
A község határának délkeleti részében, Vargics Imre birtokán, a 20. század elején jó minőségű barnaszéntelepekre bukkantak.
1851-ben Fényes Elek írta a településről:
Temes vármegyében, Krassó vármegye szélén, egy domb alatt lapályos helyen terül el, 510 oláh, 237 magyar katholikus lakossal, óhitű anyatemplommal. Hegyes-völgyes határa 2992 hold, ... Bírja Gyürky Pál, ki itt sok ezer birkát tenyésztet, s a magyar katholikus lakosok is tartanak juhokat
A trianoni békeszerződés előtt Temes vármegye Buziásfürdői járásához tartozott.
1910-ben 972 lakosából 350 magyar, 11 német, 594 román volt. Ebből 326 római katolikus, 20 református, 611 görögkeleti ortodox volt.

## Nevezetességek
- Görög keleti temploma a 19. század közepén épült.
- Római katolikus temploma - 1904-ben épült.

## Források

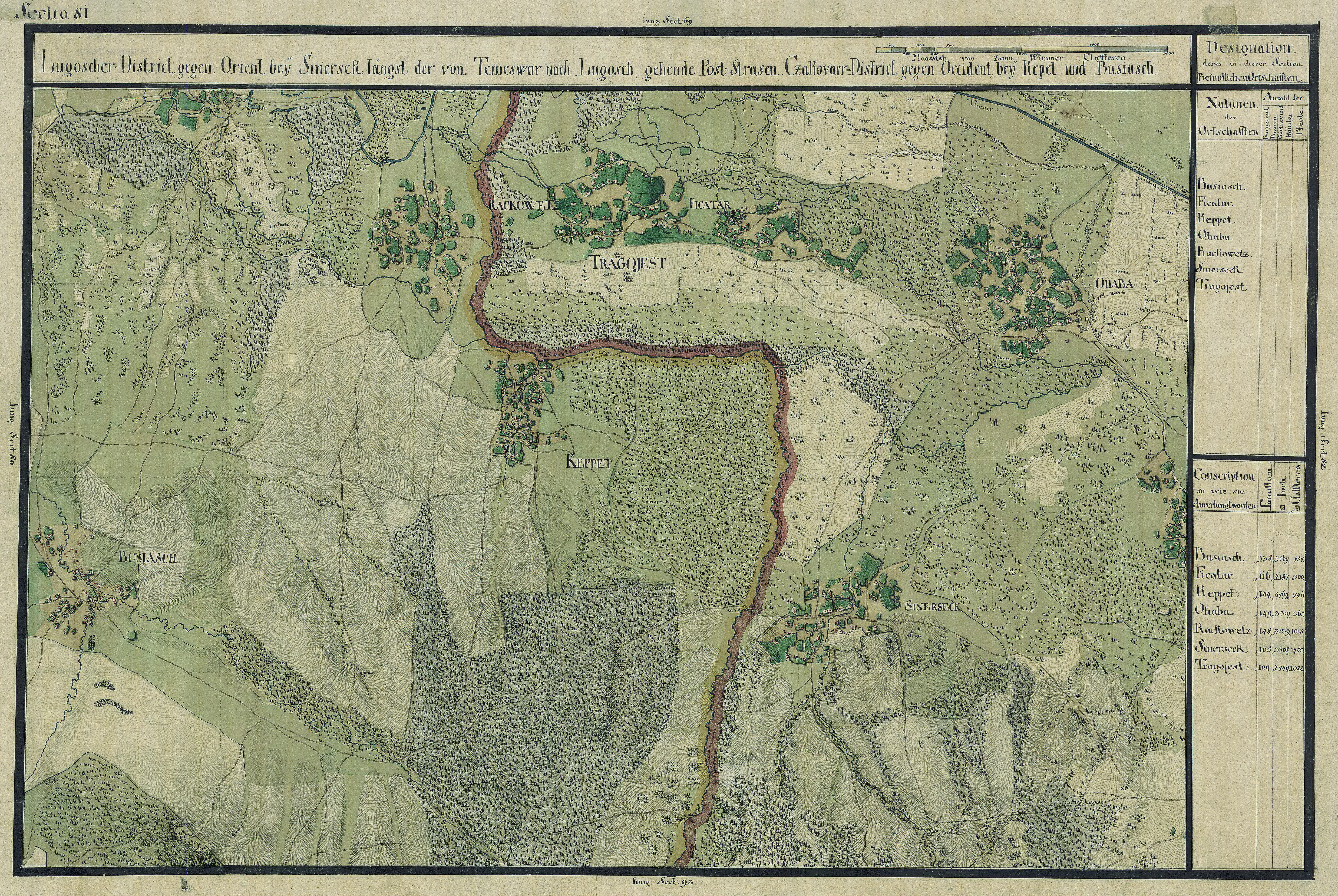
Szinérszeg egy régi térképen